# Danh sách nguyên thủ quốc gia và chính phủ LGBT công khai
Đây là danh sách những người đồng tính nữ, đồng tính nam, song tính hoặc chuyển giới (LGBT) công khai từng là nguyên thủ quốc gia hoặc chính phủ của một quốc gia hoặc lãnh đạo địa phương như một bang, một tỉnh hoặc một vùng lãnh thổ. Những người LGBT công khai từng là nguyên thủ quốc gia hoặc người đứng đầu chính phủ quốc gia ở Andorra, Bỉ, Iceland, Ireland, Latvia, Luxembourg, Pháp, San Marino và Serbia.

## Danh sách
| Tên                    | Chân dung            | Quốc gia   | Chức vụ                   | Đảng                     | Bắt đầu ủy quyền    | Kết thúc ủy quyền    | Thời hạn        | Xu hướng tính dục/ bản dạng giới |
| ---------------------- | -------------------- | ---------- | ------------------------- | ------------------------ | ------------------- | -------------------- | --------------- | -------------------------------- |
| Jóhanna Sigurðardóttir |                      | Iceland    | Thủ tướng                 | Liên minh Dân chủ Xã hội | 1 tháng 2 năm 2009  | 23 tháng 5 năm 2013  | 4 năm, 111 ngày | Đồng tính nữ                     |
| Elio Di Rupo           |                      | Bỉ         | Thủ tướng                 | Xã hội                   | 6 tháng 12 năm 2011 | 11 tháng 10 năm 2014 | 2 năm, 309 ngày | Đồng tính nam                    |
| Xavier Bettel          |                      | Luxembourg | Thủ tướng                 | Dân chủ                  | 4 tháng 12 năm 2013 | 17 tháng 11 năm 2023 | 9 năm, 348 ngày | Đồng tính nam                    |
| Leo Varadkar           |                      | Ireland    | Taoiseach                 | Fine Gael                | 14 tháng 6 năm 2017 | 27 tháng 6 năm 2020  | 3 năm, 13 ngày  | Đồng tính nam                    |
| Leo Varadkar           | 17 tháng 12 năm 2022 | Ireland    | Taoiseach                 | Fine Gael                | 9 tháng 4 năm 2024  | 1 năm, 114 ngày      |                 | Đồng tính nam                    |
| Ana Brnabić            |                      | Serbia     | Thủ tướng                 | Cấp tiến                 | 29 tháng 6 năm 2017 | 20 tháng 3 năm 2024  | 6 năm, 265 ngày | Đồng tính nữ                     |
| Xavier Espot Zamora    |                      | Andorra    | Thủ tướng                 | Dân chủ cho Andorra      | 16 tháng 5 năm 2019 | Đương nhiệm          | 6 năm, 13 ngày  | Đồng tính nam                    |
| Paolo Rondelli         |                      | San Marino | Đại chấp chính San Marino | Phong trào RETE          | 1 tháng 4 năm 2022  | 1 tháng 10 năm 2022  | 183 ngày        | Đồng tính nam                    |
| Edgars Rinkēvičs       |                      | Latvia     | Tổng thống                | Thống nhất               | 8 tháng 7 năm 2023  | Đương nhiệm          | 1 năm, 325 ngày | Đồng tính nam                    |
| Gabriel Attal          |                      | Pháp       | Thủ tướng                 | Phục hưng                | 9 tháng 1 năm 2024  | 5 tháng 9 năm 2024   | 240 ngày        | Đồng tính nam                    |

## Lãnh đạo địa phương
| Tên                         | Chân dung           | Thực thể             | Quốc gia    | Văn phòng                     | Đảng chính trị                 | Bắt đầu ủy quyền     | Kết thúc ủy quyền    | Thời hạn         | Xu hướng tính dục/ bản dạng giới |
| --------------------------- | ------------------- | -------------------- | ----------- | ----------------------------- | ------------------------------ | -------------------- | -------------------- | ---------------- | -------------------------------- |
| Don Dunstan                 |                     | Nam Úc               | Úc          | Thủ hiến                      | Lao động                       | 1 tháng 6 năm 1967   | 17 tháng 4 năm 1968  | 321 ngày         | Song tính                        |
| Don Dunstan                 | 2 tháng 6 năm 1970  | Nam Úc               | Úc          | Thủ hiến                      | Lao động                       | 15 tháng 2 năm 1979  | 8 năm, 258 ngày      |                  | Song tính                        |
| Jerónimo Saavedra           |                     | Quần đảo Canaria     | Tây Ban Nha | Chủ tịch                      | Công nhân Xã hội chủ nghĩa     | 29 tháng 11 năm 1982 | 4 tháng 7 năm 1987   | 4 năm, 217 ngày  | Đồng tính nam                    |
| Jerónimo Saavedra           | 11 tháng 7 năm 1991 | Quần đảo Canaria     | Tây Ban Nha | Chủ tịch                      | Công nhân Xã hội chủ nghĩa     | 2 tháng 4 năm 1993   | 1 năm, 265 ngày      |                  | Đồng tính nam                    |
| Gustavo Álvarez Gardeazábal |                     | Valle del Cauca      | Colombia    | Thống đốc                     | Độc lập                        | 1 tháng 1 năm 1998   | 27 tháng 7 năm 1999  | 1 năm, 207 ngày  | Đồng tính nam                    |
| Elio Di Rupo                |                     | Wallonie             | Bỉ          | Bộ trưởng-Chủ tịch            | Xã hội                         | 15 tháng 7 năm 1999  | 4 tháng 4 năm 2000   | 264 ngày         | Đồng tính nam                    |
| Elio Di Rupo                | 6 tháng 10 năm 2005 | Wallonie             | Bỉ          | Bộ trưởng-Chủ tịch            | Xã hội                         | 20 tháng 7 năm 2007  | 1 năm, 287 ngày      |                  | Đồng tính nam                    |
| Elio Di Rupo                | 13 tháng 9 năm 2019 | Wallonie             | Bỉ          | Bộ trưởng-Chủ tịch            | Xã hội                         | 15 tháng 7 năm 2024  | 4 năm, 306 ngày      |                  | Đồng tính nam                    |
| Jan Franssen                |                     | Zuid-Holland         | Hà Lan      | Người được Vua ủy quyền       | Đảng Nhân dân Tự do và Dân chủ | 3 tháng 5 năm 2000   | 1 tháng 1 năm 2014   | 13 năm, 243 ngày | Đồng tính nam                    |
| Erling Lae                  |                     | Vestfold             | Na Uy       | Thống đốc                     | Bảo thủ                        | 1 tháng 6 năm 2010   | 30 tháng 6 năm 2016  | 6 năm, 29 ngày   | Đồng tính nam                    |
| Klaus Wowereit              |                     | Berlin               | Đức         | Thị trưởng                    | Dân chủ Xã hội                 | 16 tháng 6 năm 2001  | 11 tháng 12 năm 2014 | 13 năm, 178 ngày | Đồng tính nam                    |
| Ole von Beust               |                     | Hamburg              | Đức         | Thị trưởng                    | Liên minh Dân chủ Kitô giáo    | 31 tháng 10 năm 2001 | 25 tháng 8 năm 2010  | 8 năm, 298 ngày  | Đồng tính nam                    |
| Jim McGreevey               |                     | New Jersey           | Hoa Kỳ      | Thống đốc                     | Dân chủ                        | 15 tháng 1 năm 2002  | 15 tháng 1 năm 2004  | 2 năm, 305 ngày  | Đồng tính nam                    |
| Nichi Vendola               |                     | Apulia               | Ý           | Chủ tịch                      | Tái lập Cộng sản               | 4 tháng 4 năm 2005   | 1 tháng 6 năm 2015   | 10 năm, 58 ngày  | Đồng tính nam                    |
| Clemens Cornielje           |                     | Gelderland           | Hà Lan      | Người được Vua ủy quyền       | Đảng Nhân dân Tự do và Dân chủ | 31 tháng 8 năm 2005  | 6 tháng 2 năm 2019   | 13 năm, 159 ngày | Đồng tính nam                    |
| Bernhard Pulver             |                     | Bern                 | Thụy Sĩ     | Thành viên Hội đồng Điều hành | Xanh Thụy Sĩ                   | 1 tháng 6 năm 2006   | 31 tháng 5 năm 2018  | 11 năm, 364 ngày | Đồng tính nam                    |
| Lynne Brown                 |                     | Western Cape         | Nam Phi     | Thủ hiến                      | Đại hội Dân tộc Phi            | 25 tháng 7 năm 2008  | 6 tháng 5 năm 2009   | 315 ngày         | Đồng tính nữ                     |
| Allan Bell                  |                     | Đảo Man              | Anh Quốc    | Thủ hiến                      | Độc lập                        | 11 tháng 10 năm 2011 | 4 tháng 10 năm 2016  | 4 năm, 359 ngày  | Đồng tính nam                    |
| Martin Klöti                |                     | St. Gallen           | Thụy Sĩ     | Thành viên Hội đồng Điều hành | Tự do                          | 1 tháng 6 năm 2012   | 31 tháng 5 năm 2020  | 7 năm, 365 ngày  | Đồng tính nam                    |
| Cian O'Callaghan            |                     | Fingal               | Ireland     | Mayor                         | Lao động                       | 22 tháng 6 năm 2012  | 15 tháng 6 năm 2013  | 358 ngày         | Đồng tính nam                    |
| Rosario Crocetta            |                     | Sicily               | Ý           | Chủ tịch                      | Dân chủ                        | 10 tháng 11 năm 2012 | 18 tháng 11 năm 2017 | 5 năm, 8 ngày    | Đồng tính nam                    |
| Kathleen Wynne              |                     | Ontario              | Canada      | Thủ hiến                      | Tự do                          | 11 tháng 2 năm 2013  | 29 tháng 6 năm 2018  | 5 năm, 116 ngày  | Đồng tính nữ                     |
| Fintan Warfield             |                     | South Dublin         | Ireland     | Thị trưởng                    | Sinn Féin                      | 6 tháng 6 năm 2014   | 25 tháng 6 năm 2015  | 1 năm, 19 ngày   | Đồng tính nam                    |
| Andrew Barr                 |                     | Lãnh thổ Thủ đô Úc   | Úc          | Thủ hiến                      | Lao động                       | 11 tháng 12 năm 2014 | Đương nhiệm          | 10 năm, 169 ngày | Đồng tính nam                    |
| Kate Brown                  |                     | Oregon               | Hoa Kỳ      | Thống đốc                     | Dân chủ                        | 18 tháng 2 năm 2015  | 9 tháng 1 năm 2023   | 7 năm, 325 ngày  | Song tính                        |
| Wade MacLauchlan            |                     | Prince Edward Island | Canada      | Thủ hiến                      | Tự do                          | 23 tháng 2 năm 2015  | 9 tháng 5 năm 2019   | 4 năm, 75 ngày   | Đồng tính nam                    |
| Niluka Ekanayake            |                     | Tỉnh Trung Bộ        | Sri Lanka   | Thống đốc                     | Độc lập                        | 17 tháng 3 năm 2016  | 11 tháng 4 năm 2018  | 2 năm, 25 ngày   | Chuyển giới nữ                   |
| Niluka Ekanayake            | Tỉnh Sabaragamuwa   | Thống đốc            | Sri Lanka   | 12 tháng 4 năm 2018           | 31 tháng 12 năm 2018           | 263 ngày             |                      |                  | Chuyển giới nữ                   |
| Arno Brok                   |                     | Friesland            | Hà Lan      | Người được Vua ủy quyền       | Đảng Nhân dân Tự do và Dân chủ | 1 tháng 3 năm 2017   | Đương nhiệm          | 8 năm, 89 ngày   | Đồng tính nam                    |
| Andy Street                 |                     | West Midlands        | Anh Quốc    | Thị trưởng                    | Bảo thủ                        | 8 tháng 5 năm 2017   | 5 tháng 5 năm 2024   | 6 năm, 363 ngày  | Đồng tính nam                    |
| Thierry Apothéloz           |                     | Geneva               | Thụy Sĩ     | Thành viên Hội đồng Nhà nước  | Đảng Dân chủ Xã hội            | 1 tháng 6 năm 2018   | Đương nhiệm          | 6 năm, 362 ngày  | Đồng tính nam                    |
| Eduardo Leite               |                     | Rio Grande do Sul    | Brasil      | Thống đốc                     | Dân chủ Xã hội                 | 1 tháng 1 năm 2019   | 31 tháng 3 năm 2022  | 3 năm, 89 ngày   | Đồng tính nam                    |
| Eduardo Leite               | 1 tháng 1 năm 2023  | Rio Grande do Sul    | Brasil      | Thống đốc                     | Dân chủ Xã hội                 | Đương nhiệm          | 2 năm, 148 ngày      |                  | Đồng tính nam                    |
| Fátima Bezerra              |                     | Rio Grande do Norte  | Brasil      | Thống đốc                     | Công nhân                      | 1 tháng 1 năm 2019   | Đương nhiệm          | 6 năm, 148 ngày  | Đồng tính nữ                     |
| Jared Polis                 |                     | Colorado             | Hoa Kỳ      | Thống đốc                     | Dân chủ                        | 8 tháng 1 năm 2019   | Đương nhiệm          | 6 năm, 141 ngày  | Đồng tính nam                    |
| Gustavo Melella             |                     | Tierra del Fuego     | Argentina   | Thống đốc                     | Hòa nhạc FORJA                 | 17 tháng 12 năm 2019 | Đương nhiệm          | 5 năm, 163 ngày  | Đồng tính nam                    |
| Claudia López Hernández     |                     | Bogotá               | Colombia    | Thị trưởng                    | Liên minh Xanh                 | 1 tháng 1 năm 2020   | 31 tháng 12 năm 2023 | 3 năm, 364 ngày  | Đồng tính nữ                     |
| Bent Høie                   |                     | Rogaland             | Na Uy       | Thống đốc                     | Bảo thủ                        | 1 tháng 11 năm 2021  | Đương nhiệm          | 3 năm, 209 ngày  | Đồng tính nam                    |
| Emma Murphy                 |                     | South Dublin         | Ireland     | Thị trưởng                    | Fianna Fáil                    | 24 tháng 6 năm 2022  | 29 tháng 6 năm 2023  | 1 năm, 5 ngày    | Đồng tính nữ                     |
| Maura Healey                |                     | Massachusetts        | Hoa Kỳ      | Thống đốc                     | Dân chủ                        | 5 tháng 1 năm 2023   | Đương nhiệm          | 2 năm, 144 ngày  | Đồng tính nữ                     |
| Tina Kotek                  |                     | Oregon               | Hoa Kỳ      | Thống đốc                     | Dân chủ                        | 9 tháng 1 năm 2023   | Đương nhiệm          | 2 năm, 140 ngày  | Đồng tính nữ                     |

1. ↑  Công khai công chúng sau khi nghỉ hưu, mặc dù khi đang là thượng nghị sĩ.